# Schauwbroek

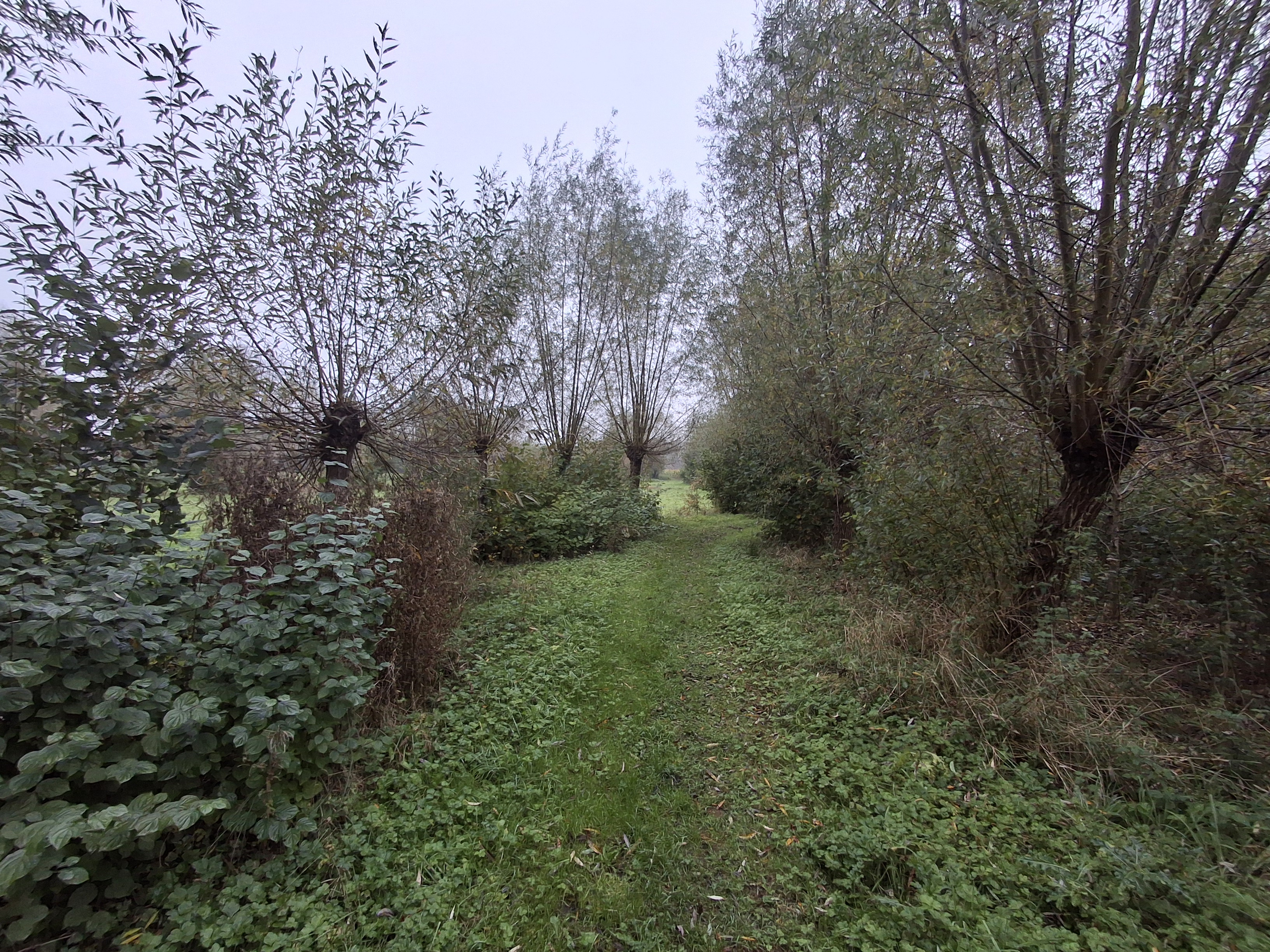
Wandelpad in natuurgebied Schauwbroeck, omgeven door knotwilgen.

Het Schauwbroek of Schaubroeck (Natuurdomein Schaubroeck) is een natuurgebied in ontwikkeling in de Vlaamse Ardennen in Oost-Vlaanderen (België). Het natuurdomein ligt op het grondgebied van de gemeente Herzele (België) (deelgemeente Steenhuize-Wijnhuize).
Het Schauwbroek is 7 ha groot. Het gebied is van nature een drassig gebied waarop landbouwgewassen het niet zo goed doen. Daarom bestaat het landschap er vooral uit gras- en hooiland met knotwilgen. In 2007 werd het Schauwbroek eigendom van de gemeente Herzele, die er in samenwerking met Regionaal Landschap Vlaamse Ardennen een natuurgebied uitbouwt.
Door het gebied loopt een 1,3 km lang verhard wandelpad waarlangs informatieborden en rustbanken zijn opgesteld. Het wandelpad is bereikbaar langs de Bergestraat.

## Geschiedenis.
De gemeente Herzele heeft het gebied in 2007 aangekocht.
Eind 2010 zijn er veel bomen aangeplant tijdens een plant actie.
Ook in 2022 heeft de gemeente een bos aanplantactie georganiseerd, hierbij hebben ze 1500 streekeigen bomen aangeplant.

## Fauna, flora en gebiedsecologie

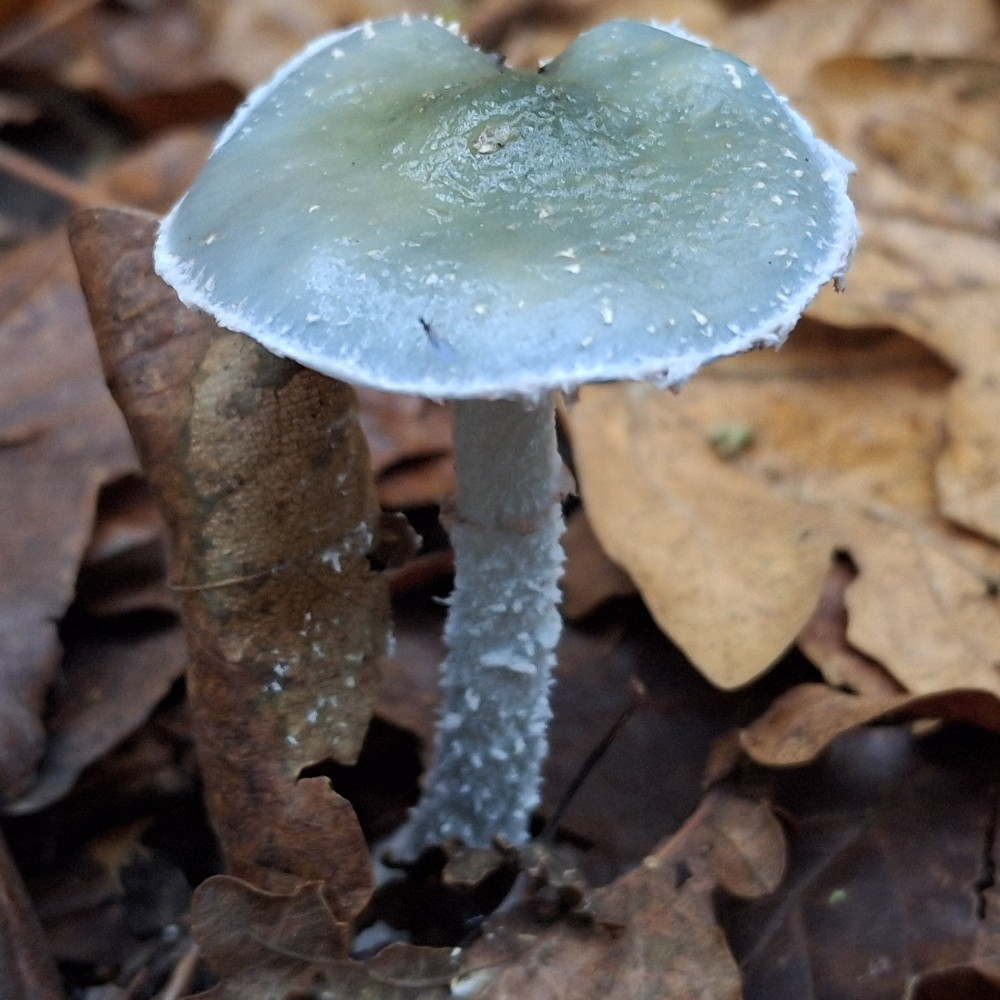
Foto van Valse kopergroenzwam, die waargenomen is in het natuurgebied Schauwbroeck te Herzele

Het Schauwbroek is gelegen  in de vallei van de Leenbroekbeek. Door de ligging is het gebied drassig, vandaar 'broek' in de naam.
Een groot deel van het gebied bestaat uit drassige, soortenrijk grasland. Om de soortenrijkdom te verhogen, wordt het gebied verschraalt door regelmatig het gras te maaien en af te voeren (het verwijderen van voedingsstoffen).
Om het gebied wat droger te maken, zijn er doorheen het gebied veel knotwilg hagen aangeplant. De knotwilgen zijn een belangrijk  onderdeel van het cultuurhistorisch landschap.
Naast het drassige grasland, en de knothaag, zijn er ook 2 bossen; een broekbos en een droger eiken (Spaanse)aken bos.   
In het gebied zijn ook 2 poelen aanwezig.    
Door de verschillende landschapselementen herbergt het Schauwbroek verschillende planten, paddenstoelen en diersoorten. In het gebied wordt er veel belang gehecht aan wilde bestuivers (hommels en solitaire bijen). Om de bestuivers voldoende nestelgelegenheid te bieden staan er in het natuurgebied meerdere grote insectenhotels.   
Planten
- Insecten hotel in natuurgebied SchauwbroekSchietwilg
- Zomereik
- Spaanse aak
- Echte koekoeksbloem
- Aardbeiganzerik

Dieren
- Gewone pad
- Bont zandoogje
- Oranjetipje
- Weidebij
- Gewone dwergzandbij

Paddenstoelen
- Valse kopergroenzwam
- Blauwgrijze schorsmycena
- Heksenschermpje
- Geweizwam

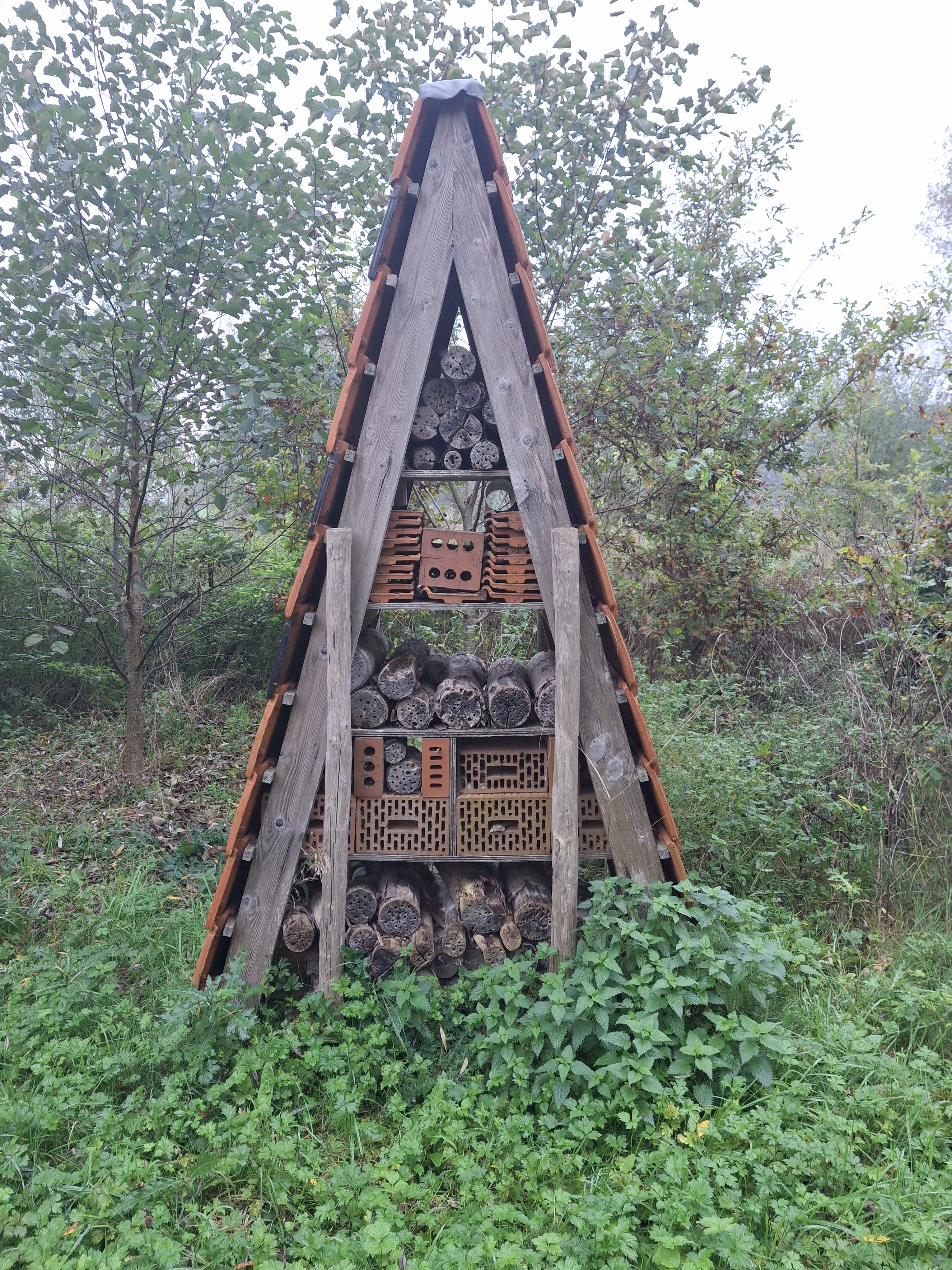
Insecten hotel in natuurgebied Schauwbroek

Dit is slechts een greep uit de soorten die in het gebied gevonden zijn.